# Jacques Le Quien de La Neufville
Jacques Le Quien de La Neufville, né à Paris le 1er mai 1647 et mort à Lisbonne le 20 mai 1728, est un historien français.

## Biographie
D’une ancienne famille du Boulonnais, son père, Pierre le Quien de la Neufville, était capitaine de cavalerie, mais ses blessures l’ayant obligé de bonne heure de quitter le service, il crut que son fils serait plus heureux que lui, et il le fit entrer à l’âge de quinze ans, comme cadet dans le régiment des Gardes-Françaises. Ses espérances furent trompées lorsque son fils ne put soutenir les fatigues d’une seconde campagne, qui furent attribuées à la délicatesse de son tempérament.
Comme il avait assez bien fait ses humanités et conservé du goût pour les lettres, La Neufville n’eut pas de peine à se déterminer à un autre état et à prendre le parti de la robe. Il s’appliqua, dans ce dessein, sérieusement à l’étude de la philosophie et au droit, mais lorsqu’il était sur le point de se faire recevoir à une charge de judicature, dont il avait traité, son père fut victime d’une banqueroute, qui dérangea tous ses projets, et qui le réduisit à chercher dans les travaux particuliers de son cabinet, de quoi se consoler d’une vie obscure et privée.
Pellisson, qui l’aimait, et qui croyait avoir remarqué, dans son style et dans le caractère de son esprit, de quoi former un bon historien, lui conseilla de s’attacher à cette discipline. Ayant suivi ce conseil, Le Quien se proposa, dès lors, d’écrire l’Histoire de Portugal, qui manquait en français. Les préparatifs en furent un peu longs ; il lui fallut d’abord travailler à se rendre familières les langues espagnole et portugaise, dont il n’avait qu’une légère teinture, pour être en état de puiser dans les sources ; il établit ensuite diverses correspondances, pour tirer des archives du pays des copies ou des extraits des pièces manuscrites nécessaires à son dessein, une partie de cette histoire parut enfin en 1700 et lui procura une place dans l’Académie des inscriptions et belles-lettres, où il fut reçu associé au commencement de l’année 1706.
À son entrée à cette Académie, La Neufville choisit l’origine des Postes pour l’objet de ses recherches. Après y en avoir lu différents morceaux, il les rassembla en un corps, auquel il joignit tous les règlements faits sur les postes depuis Louis XI, qui en fut le restaurateur en France, jusqu’en 1708, pour former du tout un traité et une espèce de code nécessaire à la connaissance complète de cette partie du droit public français.
Il travailla ensuite à l’Histoire des Postes, qu’il publia en 1708. Le marquis de Torcy, à qui il dédia cet ouvrage, lui fit donner, peu de temps après, la direction d’une partie de celles de la Flandre française. La Neufville pour l’exercer avec plus de liberté, demanda à l’Académie des Inscriptions des lettres d’académicien vétéran, et alla s’établir au Quesnoy, où il demeura jusqu’en 1713.
La paix conclue à Utrecht ayant fait rétablir les ambassades dans les cours étrangères, l’abbé de Mornay nommé à celle de Portugal, souhaita que La Neufville fasse le voyage avec lui. On n’eut pas de peine à l’y déterminer, car il désirait fort connaître par lui-même la nation, dont il avait écrit l’Histoire. Sa réputation l’avait précédé dans ce pays et l’ambassadeur n’eut pas la peine de l’y annoncer. Le roi de Portugal lui donna bientôt des marques de son estime, en le faisant Chevalier de l’Ordre de Christ, et en lui accordant une pension de 1 500 livres, payable en quelque lieu qu’il fut. La Neufville n’accepta l’un et l’autre qu’après en avoir obtenu la permission expresse du roi, et il en fit aussitôt part à l’Académie des Inscriptions. Le roi de Portugal méditait alors l’établissement de l’Académie d’Histoire, qu’il fonda bientôt après à Lisbonne ; il faisait pour cela examiner par différentes personnes le plan de presque toutes les autres Académies de l’Europe ; La Neufville, qui avait communiqué les statuts et règlements de celle des Inscriptions, eut l’honneur d’entretenir ce Prince sur ce sujet, et le plaisir de les voir suivre en plusieurs choses dans le nouvel établissement. Demeuré toujours depuis à Lisbonne, La Neufville y mourut, âgé de 81 ans.
Marié fort jeune, iI s’était trouvé veuf à l’âge de trente-quatre ans avec neuf enfants à charge. Il préféra, à toutes les vues de fortune qui auraient pu le détourner de cet objet principal, l’éducation de tous ses enfants. Deux seulement lui survécurent, l’un major du régiment Dauphin Étranger Cavalerie, et chevalier de Saint-Louis, et l’autre directeur général des Postes à Bordeaux.
De Boze prononça son éloge au sein de l’Académie des Inscriptions.

## Publications
- Histoire Générale du Portugal, Paris, 1700. in-4°, 2 tomes.Cette Histoire s’étend depuis les premiers temps jusqu’à la mort du roi Emmanuel en 1521. Le Quien de La Neufville avait promis de la continuer jusqu’à l’époque contemporaine, mais il ne tint pas cette promesse. Les Académiciens de Lisbonne reconnaissent dans le premier volume de leurs Mémoires que, quoique l’Histoire de la Neufville soit bien écrite, elle n’est pas exacte, en observant qu’il est difficile qu’écrivant une Histoire étrangère, un auteur arrive jamais à cette perfection, que l’on peut à peine espérer de l’élite des savants du pays, rassemblés dans la capitale
- L’Origine des Postes chez les Anciens et chez les Modernes, Paris, 1708, in-12, 448 p. avec des augmentations sous le titre de : l’Usage des Postes chez les Anciens et les Modernes, Paris, 1734. in-12.